# マイロナイト

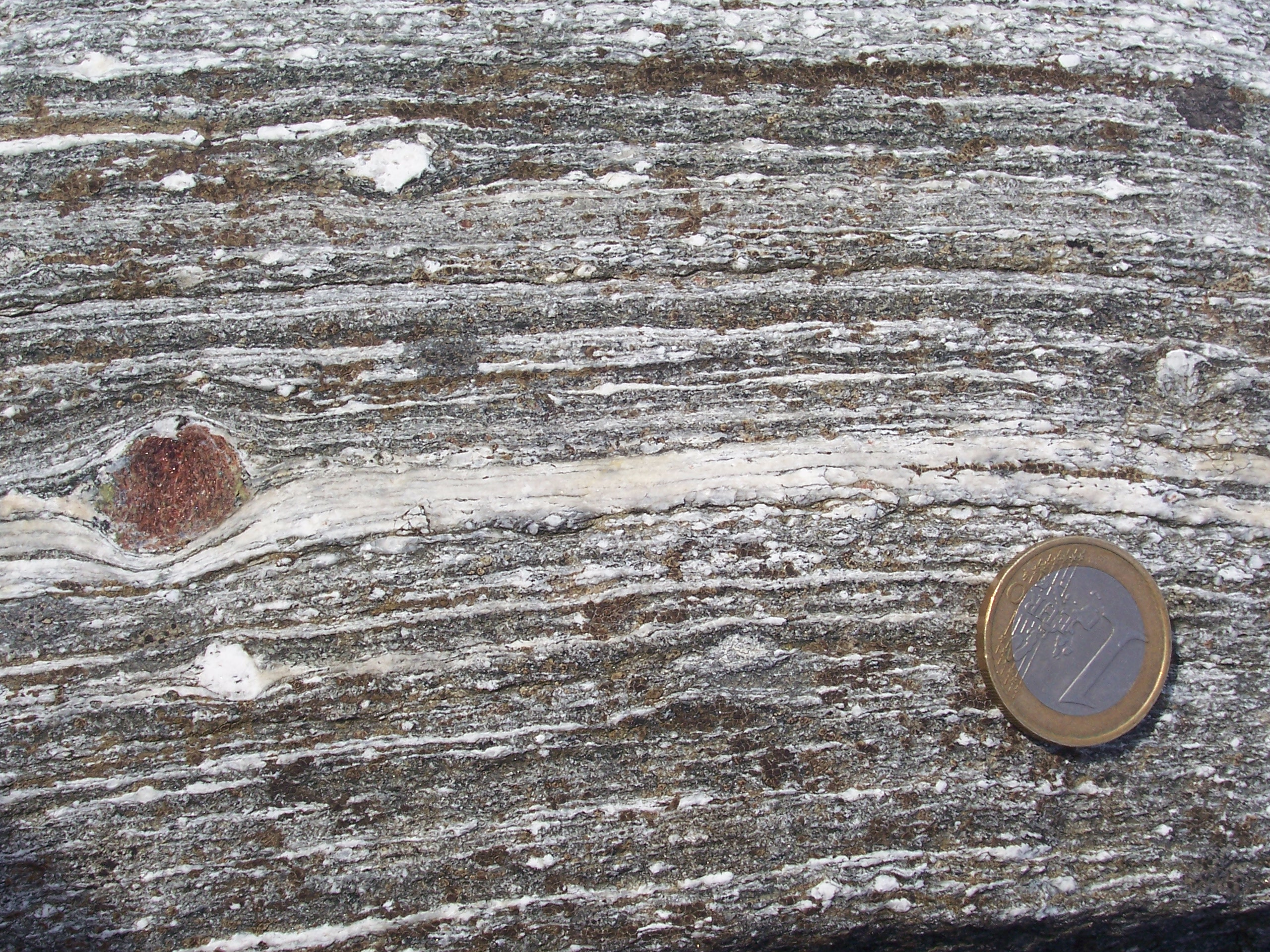
角閃岩マイロナイトとポーフィロクラスト

マイロナイトまたはミロナイト（mylonite、圧砕岩
）は、断層深部の変成作用が働く高温の領域で、壊れることなく塑性変形した断層岩である。その変形機構は細粒多結晶化である。
一般の変成岩では変成作用の進行に伴い、変成鉱物の粒径は増加する。一方、マイロナイトでは、その主要な構成鉱物の少なくとも1種以上が多結晶細粒化している。つまりマイロナイトは、再結晶鉱物の粒径が減少するほど強い剪断応力のもとで再結晶した特殊な変成岩である。
断層帯に形成される変形岩（断層岩）としては、断層に沿った深度ごとに浅い方から深い方に向かって、ガウジまたは断層角れき（ブレッチャー）、カタクレーサイト、マイロナイトが形成される。
多結晶細粒化による塑性変形が生じ始める温度は鉱物種により異なる。花崗岩質の上部地殻では、上部地殻の最深部の温度で石英の塑性変形によりマイロナイトが形成される。斑れい岩質の下部地殻では、主要造岩鉱物として石英が存在しないが、より高温になるため斜長石が塑性変形してマイロナイトが形成される。マントル最上部ではかんらん岩が塑性変形してマイロナイトが形成される。
ゆっくりとした塑性変形では地震は発生しない。マイロナイトが形成される深部の高温の塑性変形領域と、カタクレーサイトが形成される浅部の低温の脆性破壊破砕の境界付近から、高速の地震性破壊が始まると考える研究者もいる。